# 西站街道
西站街道，是中华人民共和国甘肃省兰州市七里河区下辖的一个街道办事处。

## 行政区划
西站街道下辖以下地区：
机车厂社区、西站东路社区、西站西路社区、西津西路社区、三角线社区、武威路社区、小西坪社区和建西东路社区。